# Kvarngölen (Tvings socken, Blekinge, 624870-147014)
Kvarngölen är en sjö i Karlskrona kommun i Blekinge och ingår i Nättrabyån-Ronnebyåns kustområde. Sjön är 2,4 meter djup, har en yta på 0,009 kvadratkilometer och är belägen 89 meter över havet.